# World Series 2008
Die World Series 2008 war die 104. Auflage des Finals in der nordamerikanischen (USA und Kanada) Major League Baseball. Die Best-of-Seven-Serie startete am 22. Oktober 2008 und endete am 29. Oktober 2008. Es standen sich der Champion der American League, die Tampa Bay Rays, und der Champion der National League, die Philadelphia Phillies, gegenüber. Die Phillies gewannen die Serie mit 4:1 Spielen. Zum MVP der World Series wurde Cole Hamels gewählt.

## Die Finalisten
Die 1998 gegründeten Tampa Bay Rays standen zum ersten Mal überhaupt in ihrer Vereinsgeschichte nach der regulären Saison mit einer positiven Bilanz an der Spitze der East Division der American League und qualifizierten sich damit für die Postseason. Sie konnten sich nach einem 3:1-Sieg über die Chicago White Sox in der ALDS (American League Division Series) und im Duell mit den Boston Red Sox die Meisterschaft der American League sichern. In der ALCS (American League Championship Series) hatten sie in der Best-of-Seven-Serie einen 3:1-Vorsprung, mussten gegen die Boston Red Sox, die sich in den letzten Jahren den Ruf der beinahe unschlagbaren ALCS-Mannschaft erworben haben, aber zwei Niederlagen in Folge hinnehmen. Im entscheidenden siebten Spiel schlugen sie die Red Sox mit 3:1. Die Rays konnten die World Series erreichen, obwohl sie das Team waren, welches am zweitwenigsten Geld für Spielergehälter aufbrachte. Einzig die Florida Marlins investierten weniger in ihr Team.
Für die Phillies war es die erste Teilnahme am Fall Classic seit der World Series 1993. Sie griffen damit zum sechsten Mal in ihrer Geschichte nach dem höchsten Titel im professionellen Baseball, den sie 1980 zum ersten und bis dato einzigen Mal gewinnen konnten. Die Phillies konnten sich erst am vorletzten Spieltag der regulären Saison den Titel in der National League East sichern. Die Division Series der National League (NLDS) gegen die Milwaukee Brewers gewannen sie mit 3:1 Spielen ebenso sicher wie den Titel der National League (NLCS) mit nur einer Niederlage in der Best-of-Seven-Serie gegen die L.A. Dodgers.

## Der Weg in die World Series
|  | League Division Series | League Division Series | League Division Series |     |                       | League Championship Series | League Championship Series | League Championship Series |  |  | World Series | World Series | World Series |
|  |                        |                        |                        |     |                       |                            |                            |                            |  |  |              |              |              |
|  | 1                      | Anaheim Angels         | 1                      |     |                       |                            |                            |                            |  |  |              |              |              |
|  | 4                      | Boston Red Sox         | 3                      |     |                       |                            |                            |                            |  |  |              |              |              |
|  | 4                      | Boston Red Sox         | 3                      | 4   | Boston Red Sox        | 3                          |                            |                            |  |  |              |              |              |
|  | American League        |                        |                        | 4   | Boston Red Sox        | 3                          |                            |                            |  |  |              |              |              |
|  |                        | 2                      | Tampa Bay Rays         | 4   |                       |                            |                            |                            |  |  |              |              |              |
|  | 2                      | 2                      | Tampa Bay Rays         | 4   | Tampa Bay Rays        | 3                          |                            |                            |  |  |              |              |              |
|  | 2                      |                        |                        |     | Tampa Bay Rays        | 3                          |                            |                            |  |  |              |              |              |
|  | 3                      | Chicago White Sox      | 1                      |     |                       |                            |                            |                            |  |  |              |              |              |
|  |                        |                        |                        | AL2 | Tampa Bay Rays        | 1                          |                            |                            |  |  |              |              |              |
|  |                        | NL2                    | Philadelphia Phillies  | 4   |                       |                            |                            |                            |  |  |              |              |              |
|  | 1                      | Chicago Cubs           | 0                      |     |                       |                            |                            |                            |  |  |              |              |              |
|  | 3                      | L.A. Dodgers           | 3                      |     |                       |                            |                            |                            |  |  |              |              |              |
|  | 3                      | L.A. Dodgers           | 3                      | 3   | L.A. Dodgers          | 1                          |                            |                            |  |  |              |              |              |
|  | National League        |                        |                        | 3   | L.A. Dodgers          | 1                          |                            |                            |  |  |              |              |              |
|  |                        | 2                      | Philadelphia Phillies  | 4   |                       |                            |                            |                            |  |  |              |              |              |
|  | 2                      | 2                      | Philadelphia Phillies  | 4   | Philadelphia Phillies | 3                          |                            |                            |  |  |              |              |              |
|  | 2                      |                        |                        |     | Philadelphia Phillies | 3                          |                            |                            |  |  |              |              |              |
|  | 4                      | Milwaukee Brewers      | 1                      |     |                       |                            |                            |                            |  |  |              |              |              |

ALDS, NLDS (Division Series): Best-of Five; ALCS, NLCS (Championship Series): Best-of-Seven

## Übersicht der Spiele
Aufgrund des Sieges der American League beim MLB All-Star Game 2008 hatten die Tampa Bay Rays Heimvorteil in der World Series.
| Spiel | Datum                                | Gast                  | Score | Heim                  | Score | Gesamtstand (PHI-TB) | Ballpark           | Zuschauer |
| ----- | ------------------------------------ | --------------------- | ----- | --------------------- | ----- | -------------------- | ------------------ | --------- |
| 1     | 22. Oktober 2008                     | Philadelphia Phillies | 3     | Tampa Bay Rays        | 2     | 1–0                  | Tropicana Field    | 40.783    |
| 2     | 23. Oktober 2008                     | Philadelphia Phillies | 2     | Tampa Bay Rays        | 4     | 1–1                  | Tropicana Field    | 40.843    |
| 3     | 25. Oktober 2008                     | Tampa Bay Rays        | 4     | Philadelphia Phillies | 5     | 2–1                  | Citizens Bank Park | 45.900    |
| 4     | 26. Oktober 2008                     | Tampa Bay Rays        | 2     | Philadelphia Phillies | 10    | 3–1                  | Citizens Bank Park | 45.903    |
| 5     | 27. Oktober 2008 & 29. Oktober 2008* | Tampa Bay Rays        | 3     | Philadelphia Phillies | 4     | 4-1                  | Citizens Bank Park | 45,940    |

* Spiel 5 wurde wegen Regens unterbrochen und zwei Tage später fortgesetzt.

### Spiel 1,  22. Oktober

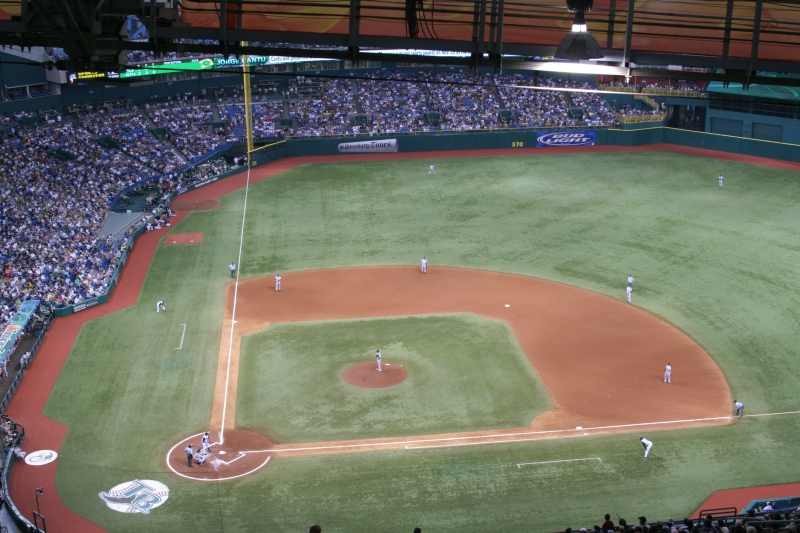
Tropicana Field, Stadion der Rays.

Tropicana Field in St. Petersburg, Florida
| Team         | 1 | 2 | 3 | 4 | 5 | 6 | 7 | 8 | 9 | R | H | E |
| ------------ | - | - | - | - | - | - | - | - | - | - | - | - |
| Philadelphia | 2 | 0 | 0 | 1 | 0 | 0 | 0 | 0 | 0 | 3 | 8 | 1 |
| Tampa Bay    | 0 | 0 | 0 | 1 | 1 | 0 | 0 | 0 | 0 | 2 | 5 | 1 |

WP: Cole Hamels (1–0)   LP: Scott Kazmir (0–1)  SV: Brad Lidge (1)  

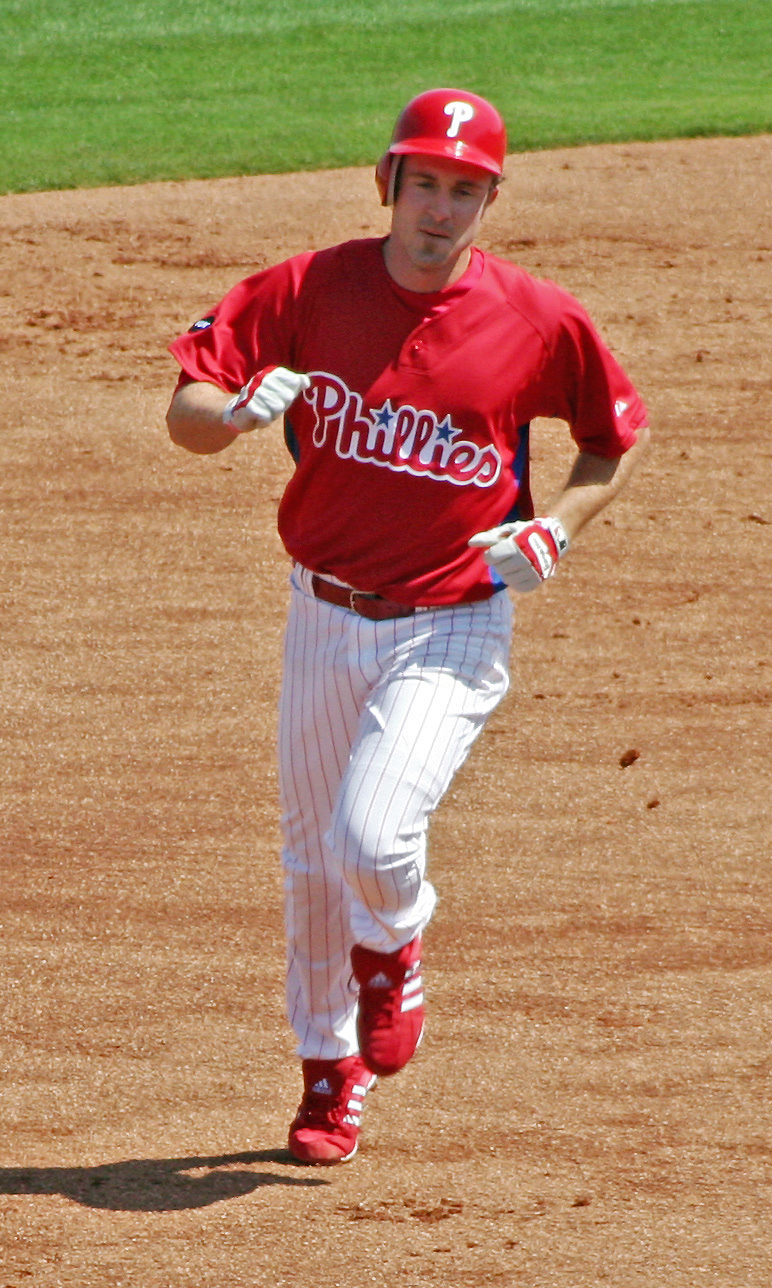
Chase Utley

Gleich im ersten Halbinning der Serie konnten die Philadelphia Phillies die ersten zwei Runs erzielen. Chase Utley schlug einen Homerun, während Jayson Werth auf der ersten Base stand. Auch im zweiten Inning spielten die Phillies stark. Sie schafften es alle Bases zu besetzen, konnten aber letztendlich keinen Run verbuchen. Ähnliches passierte den Tampa Bay Rays im dritten Inning, als sie ebenfalls sämtliche Bases, ohne späteren Punkterfolg, besetzen konnten. Im vierten Inning konnten die Phillies ihre Führung ausbauen, nachdem Vicrotino nach einem Hit von Carlos Ruiz punkten konnte. Carl Crawford konnte Tampa Bay durch einen Homerun in der unteren Hälfte des vierten Innings allerdings wieder auf 2 Runs an die Phillies heranbringen. Im folgenden Inning verkürzten die Rays gar auf 2:3, nachdem Jason Bartlett nach einem Double von Akinori Iwamura punkten konnte.
Nach sechs Innings verließ Tampa Bays Starting-Pitcher Scott Kazmir das Feld und wurde erst von J. P. Howell und später von Grant Balfour ersetzt, die beide keinen Run der Phillies mehr zuließen. Auch der vierte Rays-Pitcher des Spiels, Trever Miller, blieb ohne Earned Run, genauso wie der fünfte Pitcher Dan Wheeler.
Bei den Phillies kam Ryan Madson im achten Inning für den Starter Cole Hamels. Madson seinerseits wurde im neunten Inning durch Brad Lidge ersetzt. Lidge schaffte es ebenfalls keinen Run des Gegners mehr zuzulassen, womit der sich den Save sicherte.

### Spiel 2, 23. Oktober
Tropicana Field in St. Petersburg
| Team         | 1 | 2 | 3 | 4 | 5 | 6 | 7 | 8 | 9 | R | H | E |
| ------------ | - | - | - | - | - | - | - | - | - | - | - | - |
| Philadelphia | 0 | 0 | 0 | 0 | 0 | 0 | 0 | 1 | 1 | 2 | 9 | 2 |
| Tampa Bay    | 2 | 1 | 0 | 1 | 0 | 0 | 0 | 0 | X | 4 | 7 | 1 |

WP: James Shields (1–0)   LP: Brett Myers (0–1)  

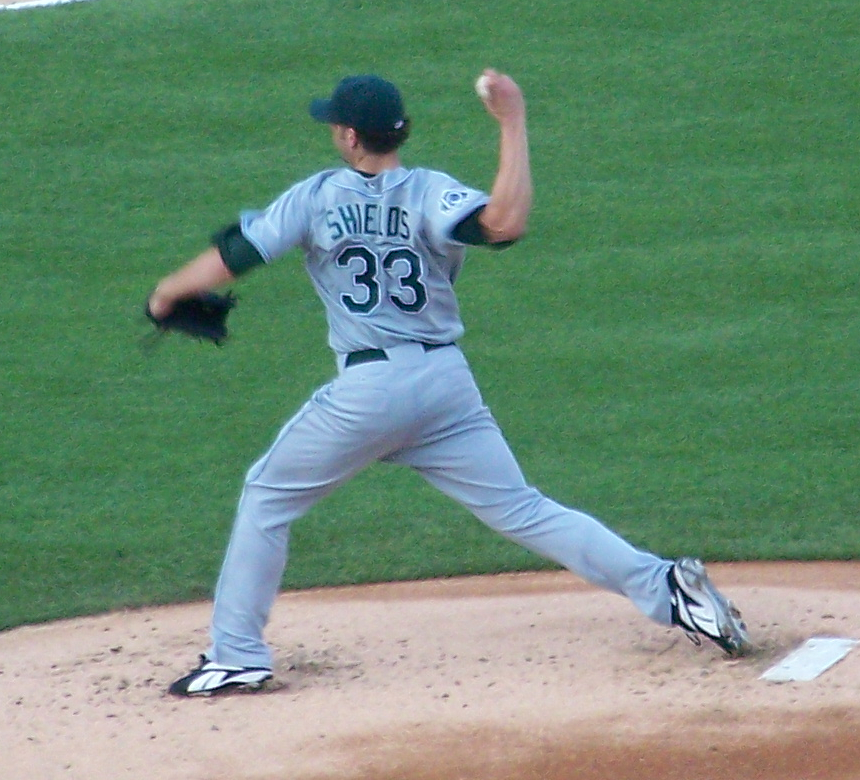
James Shields, WP des 2. Spiels

Tampa Bay erzielte die ersten Runs des Spiels bereits im ersten Inning. Im zweiten Inning konnte der Gastgeber durch einen Run von Dioner Navarro gar mit 3:0 in Führung gehen. Cliff Floyd konnte den Vorsprung der Rays im vierten Inning auf vier Runs erhöhen.
James Shields pitchte 5⅔ Innings ohne Earned Run, bevor er durch Dan Wheeler ersetzt wurde, der ebenfalls ein Inning lang keinen Run der Phillies zuließ. Im achten Inning schlug Eric Bruntlett einen Homerun für die Phillies und konnte so auf 1:4 verkürzen. Der Gast aus Philadelphia kam im letzten Inning noch zu einem zweiten Run, was den Sieg der Rays, und somit den Ausgleich in der Serie aber nicht mehr verhindern konnte.

### Spiel 3, 25. Oktober
Citizens Bank Park in Philadelphia
| Team         | 1 | 2 | 3 | 4 | 5 | 6 | 7 | 8 | 9 | R | H | E |
| ------------ | - | - | - | - | - | - | - | - | - | - | - | - |
| Tampa Bay    | 0 | 1 | 0 | 0 | 0 | 0 | 2 | 1 | 0 | 4 | 6 | 0 |
| Philadelphia | 1 | 1 | 0 | 0 | 0 | 2 | 0 | 0 | 1 | 5 | 7 | 1 |

WP: J. C. Romero (1–0)   LP: J. P. Howell (0–1)  

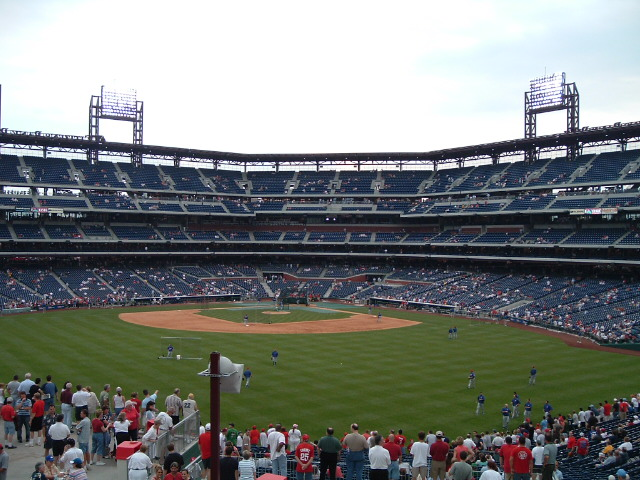
Citizens Bank Park, Heimat der Phillies.

Spiel 3 der Serie startete aufgrund von Regen mit 91-minütiger Verspätung. Die Phillies konnten im ersten Inning durch einen Run von Jimmy Rollins mit 1:0 in Führung gehen. Tampa Bay konnte allerdings bereits im folgenden Halbinning durch einen Run von Carl Crawford ausgleichen. Carlos Ruiz wiederum brachte die Phillies durch einen Homerun im zweiten Inning gleich wieder in Front. Starting Pitcher Matt Garza pitchte sechs, sein Kontrahent Jamie Moyer 6⅓ Innings.
Der Spielstand änderte sich erst im sechsten Inning, als die Phillies durch aufeinanderfolgende Homeruns von Chase Utley und Ryan Howard auf 4:1 erhöhen konnte. Es war erst das 14. Mal in der Geschichte der World Series, dass dies gelungen ist. Crawford konnte anschließend seinen zweiten Run des Tages verbuchen. Im selben Inning schaffte Dioner Navarro es gar, den Rückstand auf einen Run zu verkürzen.
Im achten Inning gelang es B. J. Upton nach einem Single, erst die zweite und später die dritte Base zu stehlen und letztendlich nach einem Error der Phillies das Spiel auszugleichen.
Im neunten Inning kam Eric Bruntlett nach einem Hit by Pitch auf die erste Base. Im Anschluss erreichte er durch einen Wild Pitch die zweite und durch einen Error die dritte Base. Tampa Bay ließ anschließend Philadelphia durch zwei Intentional Walks alle Bases besetzen. Bruntlett konnte nach einem Infield Single von Ruiz letztendlich aber noch den entscheidenden fünften Run für die Phillies erzielen. Durch diesen ersten Walkoff Infield Single der World Series Geschichte gingen die Phillies in der Serie mit 2:1 in Führung.

### Spiel 4,  26. Oktober
Citizens Bank Park in Philadelphia
| Team         | 1 | 2 | 3 | 4 | 5 | 6 | 7 | 8 | 9 | R  | H  | E |
| ------------ | - | - | - | - | - | - | - | - | - | -- | -- | - |
| Tampa Bay    | 0 | 0 | 0 | 1 | 1 | 0 | 0 | 0 | 0 | 2  | 5  | 2 |
| Philadelphia | 1 | 0 | 1 | 3 | 1 | 0 | 0 | 4 | x | 10 | 12 | 1 |

WP: Joe Blanton (1–0)   LP: Andy Sonnanstine (0–1)  

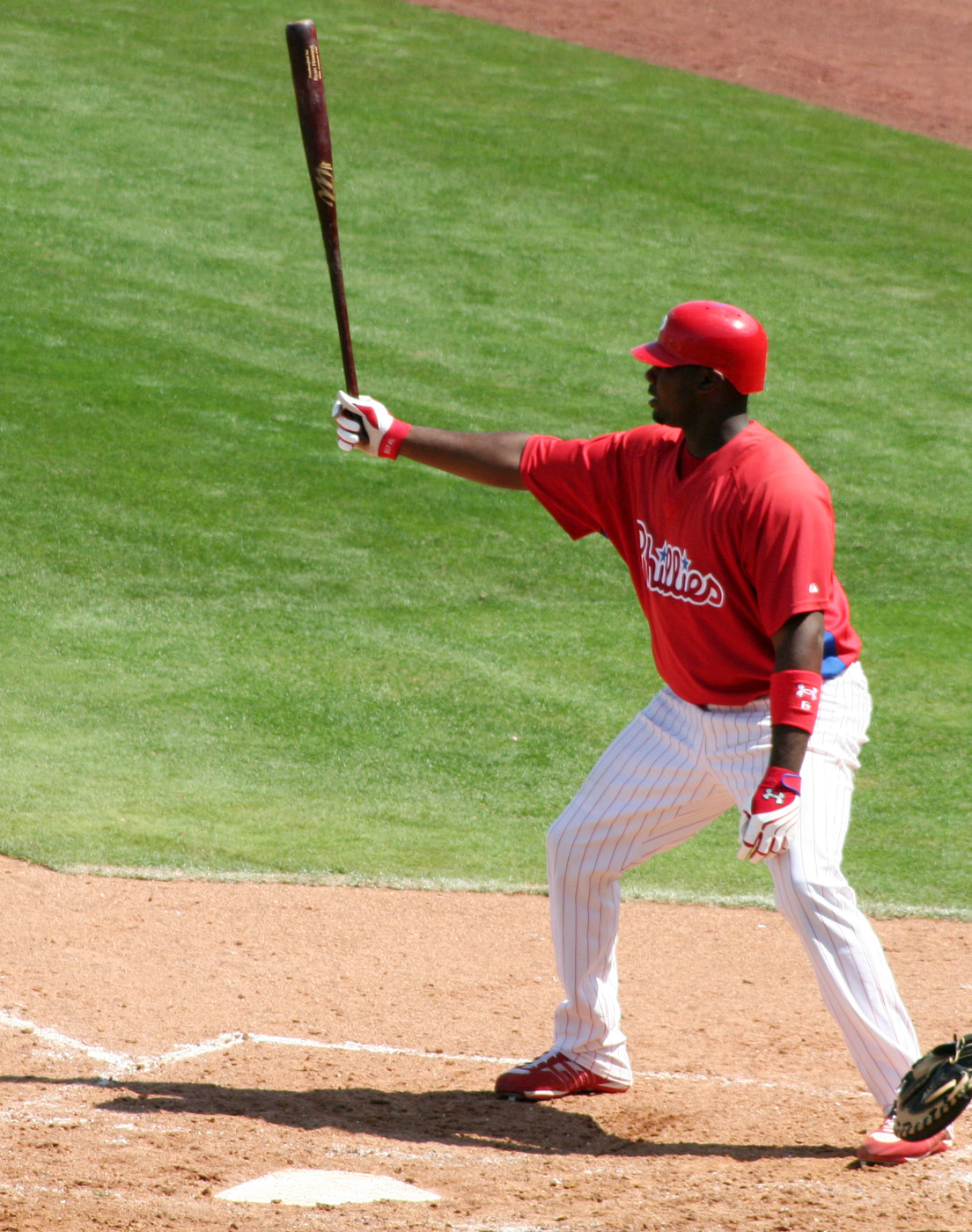
Ryan Howard erzielte 2 Home Runs im 4. Spiel

Die Phillies gingen erneut bereits im ersten Inning mit 1:0 durch einen Run von Jimmy Rollins in Führung. Im dritten Inning konnten das Team aus Philadelphia auf 2:0 erhöhen, als Pedro Feliz mit einem Single Chase Utley zum Run verhalf, welcher seinerseits durch ein Fielding Error auf Base gekommen war. Die Rays kamen im vierten Inning kurzzeitig noch einmal heran, als Carl Crawford mit seinem zweiten Homerun der Serie auf 1:2 verkürzen konnte. Die Phillies konnten aber im selben Inning dank eines Three-Run-Homeruns von Ryan Howard auf 5:1 erhöhen. Eric Hinske verkürzte für die Rays im fünften Inning auf 2:5, bevor im selben Inning erneut die Phillies durch ihren Pitcher Joe Blanton, der einen Homerun schlug, punkten konnten. Es war der erste Homerun eines Pitchers in der World Series seit 1974. Durch einen Homerun von Jayson Werth erhöhten die Phillies im achten Inning auf 8:2. Im selben Inning erzielte Ryan Howard seinen zweiten Homerun des Tage und konnte so den Endstand von 10:2 herstellen.

### Spiel 5, 27. Oktober(gestartet)und 29. Oktober(komplettiert)
Citizens Bank Park in Philadelphia
| Team         | 1 | 2 | 3 | 4 | 5 | 6 | 7 | 8 | 9 | R | H  | E |
| ------------ | - | - | - | - | - | - | - | - | - | - | -- | - |
| Tampa Bay    | 0 | 0 | 0 | 1 | 0 | 1 | 1 | 0 | 0 | 3 | 10 | 0 |
| Philadelphia | 2 | 0 | 0 | 0 | 0 | 1 | 1 | 0 | x | 4 | 8  | 1 |

Starting Pitchers: TB – Scott Kazmir (0–1)  PHI – Cole Hamels (1–0)   WP: J. C. Romero (2–0)   LP: J. P. Howell (0–2)  SV: Brad Lidge (2)  

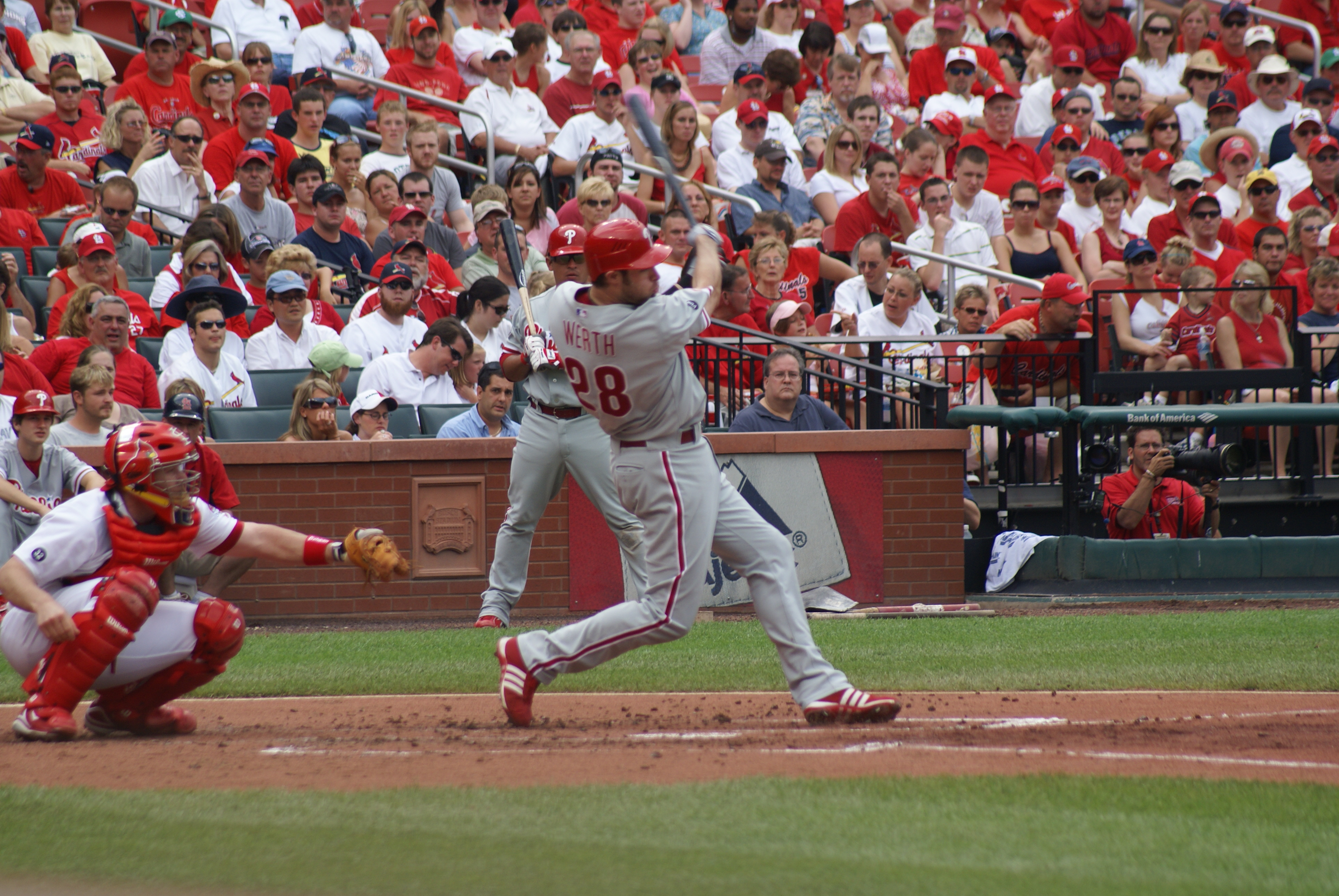
Jason Werth (Mitte) erzielte den Run zum 1:0

Zum dritten Mal in Folge konnten die Phillies bereits im ersten Inning punkten, nachdem Jayson Werth und Pat Burrell je einen Run erzielten. Im vierten Inning verkürzten die Rays auf 1:2. Im sechsten Inning konnten B. J. Upton das Spiel ausgleichen. In der Mitte des sechsten Innings musste das Spiel aufgrund von Regen unterbrochen werden und konnte an diesem Abend auch nicht mehr gestartet werden. Es ist das erste Mal in der Geschichte, dass ein Spiel nicht an einem Stück beendet oder als Unentschieden gewertet wurde.
Zwei Tage später, am 29. Oktober, konnte das Spiel fortgesetzt werden. Erneut gelang es den Phillies gleich zu Beginn zu punkten. Pinch Hitter Geoff Jenkins schaffte die erneute Führung, bevor die Rays im siebten Inning durch einen Homerun von Rocco Baldelli erneut den Ausgleich schafften. Der entscheidende Run des Tages, und damit auch die Entscheidung in der World Series, gelang Eric Bruntlett im siebten Inning, der für Pat Burrell als Pinch Runner ins Spiel kam und durch einen Single von Pedro Feliz den vierten Run für die Phillies erzielte.

### Zusammenfassung
World Series 2008 Philadelphia Phillies (N.L.) (4:1) Tampa Bay Rays (A.L.)
| Team                                                  | 1 | 2 | 3 | 4 | 5 | 6 | 7 | 8 | 9 | R  | H  | E |
| ----------------------------------------------------- | - | - | - | - | - | - | - | - | - | -- | -- | - |
| Philadelphia                                          | 6 | 1 | 1 | 4 | 1 | 3 | 1 | 5 | 2 | 24 | 44 | 6 |
| Tampa Bay                                             | 2 | 2 | 0 | 4 | 2 | 1 | 3 | 1 | 0 | 15 | 33 | 4 |
| Zuschauer insgesamt: 219.369 Zuschauerschnitt: 43.874 |   |   |   |   |   |   |   |   |   |    |    |   |

## Berichterstattung
- In den USA hatte erneut FOX die Senderechte für die World Series 2008. Im europäischen Raum wurden die Spiele Live vom NASN übertragen.

### Übersicht der Sender mit Live-Berichterstattung
- Australien: FOX-Australien und ESPN-Australien
- Kanada: Rogers Sportsnet
- Dominikanische Republik und  Costa Rica: ESPN-Lateinamerika
- Europa: NASN
- Mexiko: Televisa
- Taiwan: ESPN Star Sports und Formosa TV
- Vereinigtes Königreich: Five
- Vereinigte Staaten: Major League Baseball on FOX

### Highlights
- MLB.com bietet nach den Spielen eine Gratis-Zusammenfassung der Partien im Internet an.[15][16][17][18][19]